# Carlo Egon IV di Fürstenberg
Carlo Egon IV di Fürstenberg (nome completo in italiano Carlo Egon Maria Federico Emilio Gaspare Enrico Guglielmo Camillo Massimiliano Luigi Vittorio; Krušovice, 25 agosto 1852 – Nizza, 27 novembre 1896) è stato un principe, militare e politico tedesco.

## Biografia
Carlo Egon era l'unico figlio maschio del principe Carlo Egon III di Fürstenberg, principe pretendente di Fürstenberg, e di sua moglie la principessa Elisabetta Enrichetta di Reuss. Sua madre morì nel 1861, lasciando così che egli crescesse prevalentemente con suo padre. Il 22 settembre 1862, a 10 anni, il piccolo Carlo Egon cadde da cavallo ma si salvò miracolosamente; per questo suo padre decise di costruire un monumento per commemorare l'evento, raffigurante un angelo custode e progettato dall'architetto Theodor Diebold con sculture di Franz Xaver Reich.
Carlo Egon venne educato da tutori privati e viaggiò molto come suo padre durante la sua gioventù. Dal 1872 al 1874 studiò filosofia e diritto presso l'Università di Heidelberg, continuando poi i suoi studi sino al 1875 all'Università di Strasburgo.
Nel 1876 si arruolò nell'esercito prussiano col grado di sottotenente del reggimento ussari della guardia a Potsdam e superò il concorso ufficiali nel giugno 1877. Dal 1881 al 1884 prestò servizio come aiutante di campo della 28ª brigata di cavalleria di stanza a Karlsruhe, nel Baden. Nel 1884 venne trasferito al 2º reggimento dragoni della guardia di stanza a Berlino, venendo promosso capitano nel 1886. Si ritirò dal servizio militare nel 1890.
Nel marzo del 1888, il principe accompagnò il delegato principe di Hatzfeldt-Trachenberg quando quest'ultimo ricevette l'incarico di portarsi a Roma ad annunciare a papa Leone XIII l'avvenuta ascesa al trono dell'imperatore Federico III di Germania. Alla morte del padre, gli subentrò come principe pretendente di Fürstenberg. Nel 1893 l'imperatore Guglielmo II di Germania lo nominò maggiore e nel 1896 colonnello dell'esercito tedesco. Dopo la morte del padre, Carlo Egon ottenne contestualmente la gestione di tutti i possedimenti della sua famiglia, divenendo quindi membro della Camera dei signori di Prussia, Württemberg e Baden. Il 10 novembre 1893 il principe Carlo Egon venne eletto al Reichstag tedesco con una maggioranza significativa, nella II circoscrizione del Baden. Era ad ogni modo già gravemente malato e poco dopo si portò per una convalescenza a Nizza. Non riuscì a riprendersi e morì in Francia nel 1896. Il 4 dicembre 1896 venne sepolto nella cripta della famiglia principesca a Neudingen.
Fu tra i finanziatori della tratta ferroviaria Berlino-Karlshorst, città quest'ultima dove pure si trova la Karl-Egon-Straße, così chiamata in suo onore.

## Matrimonio ed eredi

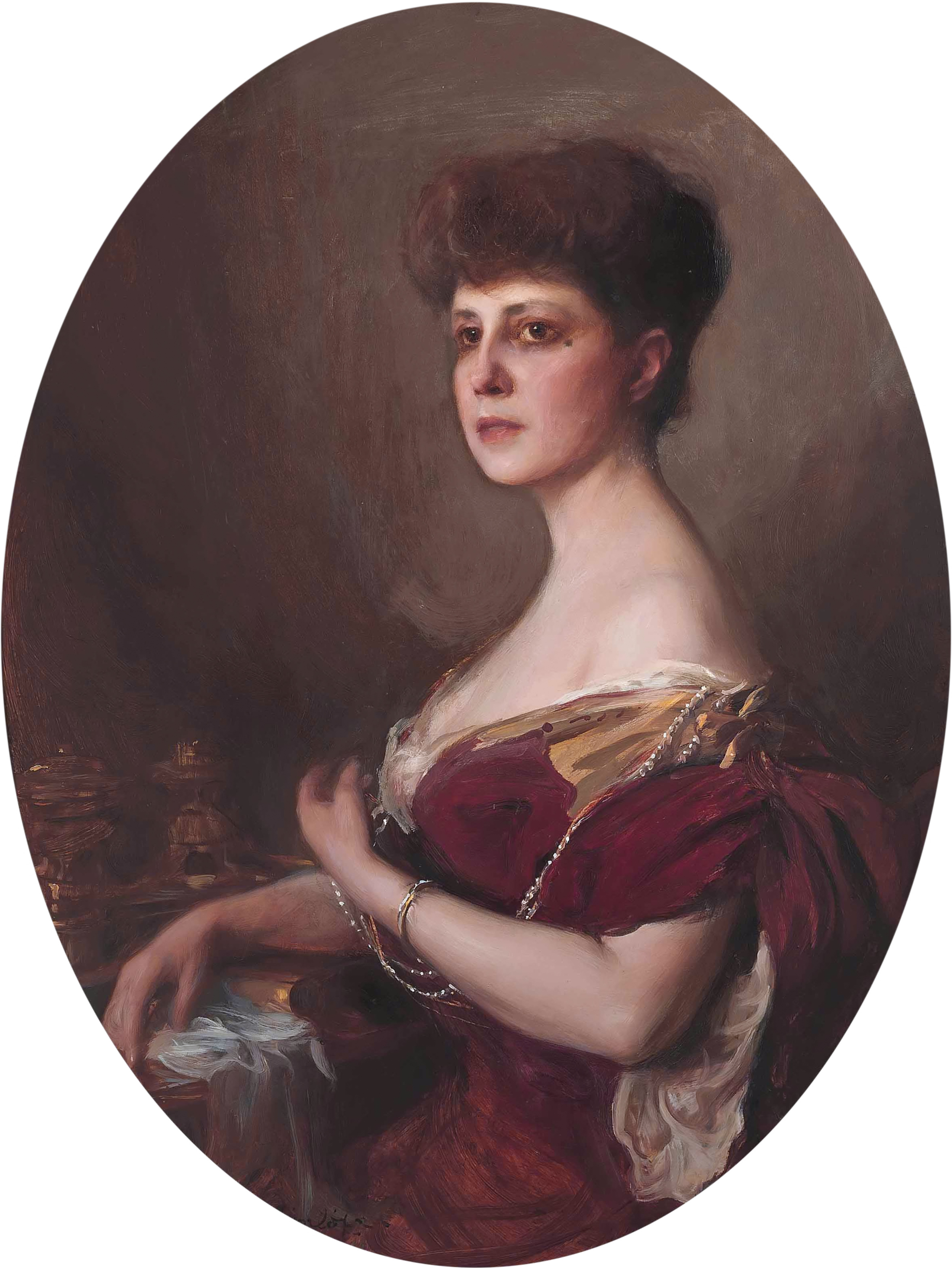
Ritratto di Dorothée de Talleyrand-Périgord, eseguito da Philip de László, 1905

Il 6 luglio 1881, il principe Carlo Egon sposò la contessa Dorothée "Dolly" de Talleyrand-Périgord (1862–1948), figlia del duca Louis de Talleyrand-Périgord e pronipote del celebre ministro di Napoleone. Il matrimonio non produsse figli. La moglie svolse un ruolo importante nell'"alta società" tedesca del periodo guglielmino.
A causa della sua mancanza di eredi, alla sua morte gli succedette il cugino Massimiliano Egon II di Fürstenberg, appartenente al ramo Boemo, riunendo così le due linee in cui la casata si era a suo tempo divisa.
Tra le sue amanti si dice che ebbe l'artista Laure Hayman.

## Ascendenza
|                                  |                                |                                        | Genitori                                         |  |  | Nonni |  |  | Bisnonni                     |  |  | Trisnonni                     |  |
|                                  |                                |                                        |                                                  |  |  |       |  |  | 8. Karl Aloys zu Fürstenberg |  |  | 16. Carlo Egon di Fürstenberg |  |
|                                  |                                |                                        |                                                  |  |  |       |  |  | 8. Karl Aloys zu Fürstenberg |  |  | 16. Carlo Egon di Fürstenberg |  |
|                                  |                                | 17. Maria Josepha von Sternberg        |                                                  |  |  |       |  |  | 8. Karl Aloys zu Fürstenberg |  |  |                               |  |
| 4. Carlo Egon II di Fürstenberg  |                                |                                        |                                                  |  |  |       |  |  | 8. Karl Aloys zu Fürstenberg |  |  |                               |  |
|                                  |                                | 9. Maria Elisabetta di Thurn und Taxis | 18. Alessandro Ferdinando di Thurn und Taxis     |  |  |       |  |  |                              |  |  |                               |  |
|                                  |                                | 9. Maria Elisabetta di Thurn und Taxis | 18. Alessandro Ferdinando di Thurn und Taxis     |  |  |       |  |  |                              |  |  |                               |  |
|                                  |                                | 9. Maria Elisabetta di Thurn und Taxis | 19. Maria Henriette Josepha von Fürstenberg      |  |  |       |  |  |                              |  |  |                               |  |
| 2. Carlo Egon III di Fürstenberg |                                | 9. Maria Elisabetta di Thurn und Taxis |                                                  |  |  |       |  |  |                              |  |  |                               |  |
|                                  |                                | 10. Carlo Federico di Baden            | 20. Federico di Baden-Durlach                    |  |  |       |  |  |                              |  |  |                               |  |
|                                  |                                | 10. Carlo Federico di Baden            | 20. Federico di Baden-Durlach                    |  |  |       |  |  |                              |  |  |                               |  |
|                                  |                                | 10. Carlo Federico di Baden            | 21. Amalia di Nassau-Dietz                       |  |  |       |  |  |                              |  |  |                               |  |
| 5. Amalia di Baden               |                                | 10. Carlo Federico di Baden            |                                                  |  |  |       |  |  |                              |  |  |                               |  |
|                                  |                                | 11. Luisa Carolina Geyer di Geyersberg | 22. Ludwig Heinrich Geyer von Geyersberg         |  |  |       |  |  |                              |  |  |                               |  |
|                                  |                                | 11. Luisa Carolina Geyer di Geyersberg | 22. Ludwig Heinrich Geyer von Geyersberg         |  |  |       |  |  |                              |  |  |                               |  |
|                                  |                                | 11. Luisa Carolina Geyer di Geyersberg | 23. Maximiliana Christiane von Sponeck           |  |  |       |  |  |                              |  |  |                               |  |
| 1. Carlo Egon IV di Fürstenberg  |                                | 11. Luisa Carolina Geyer di Geyersberg |                                                  |  |  |       |  |  |                              |  |  |                               |  |
|                                  | 12. Enrico XIII di Reuss-Greiz | 24. Enrico XI di Reuss-Greiz           |                                                  |  |  |       |  |  |                              |  |  |                               |  |
|                                  | 12. Enrico XIII di Reuss-Greiz | 24. Enrico XI di Reuss-Greiz           |                                                  |  |  |       |  |  |                              |  |  |                               |  |
|                                  | 12. Enrico XIII di Reuss-Greiz | 25. Corradina di Reuss-Köstritz        |                                                  |  |  |       |  |  |                              |  |  |                               |  |
| 6. Enrico XIX di Reuss-Greiz     | 12. Enrico XIII di Reuss-Greiz |                                        |                                                  |  |  |       |  |  |                              |  |  |                               |  |
|                                  |                                | 13. Luise von Nassau-Weilburg          | 26. Carlo Cristiano di Nassau-Weilburg           |  |  |       |  |  |                              |  |  |                               |  |
|                                  |                                | 13. Luise von Nassau-Weilburg          | 26. Carlo Cristiano di Nassau-Weilburg           |  |  |       |  |  |                              |  |  |                               |  |
|                                  |                                | 13. Luise von Nassau-Weilburg          | 27. Carolina d'Orange-Nassau                     |  |  |       |  |  |                              |  |  |                               |  |
| 3. Elisabetta di Reuss-Greiz     |                                | 13. Luise von Nassau-Weilburg          |                                                  |  |  |       |  |  |                              |  |  |                               |  |
|                                  |                                | 14. Charles-Louis de Rohan-Rochefort   | 28. Charles-Jules de Rohan-Rochefort             |  |  |       |  |  |                              |  |  |                               |  |
|                                  |                                | 14. Charles-Louis de Rohan-Rochefort   | 28. Charles-Jules de Rohan-Rochefort             |  |  |       |  |  |                              |  |  |                               |  |
|                                  |                                | 14. Charles-Louis de Rohan-Rochefort   | 29. Marie Henriette Charlotte d'Orléans-Rothelin |  |  |       |  |  |                              |  |  |                               |  |
| 7. Gasparina di Rohan-Rochefort  |                                | 14. Charles-Louis de Rohan-Rochefort   |                                                  |  |  |       |  |  |                              |  |  |                               |  |
|                                  |                                | 15. Marie-Louise de Rohan-Guéméné      | 30. Henri Louis de Rohan                         |  |  |       |  |  |                              |  |  |                               |  |
|                                  |                                | 15. Marie-Louise de Rohan-Guéméné      | 30. Henri Louis de Rohan                         |  |  |       |  |  |                              |  |  |                               |  |
|                                  |                                | 15. Marie-Louise de Rohan-Guéméné      | 31. Victoire Armande Josèphe de Rohan-Soubise    |  |  |       |  |  |                              |  |  |                               |  |
|                                  |                                | 15. Marie-Louise de Rohan-Guéméné      |                                                  |  |  |       |  |  |                              |  |  |                               |  |